# Mistrzostwa Europy we Wspinaczce Sportowej 2004
Mistrzostwa Europy we wspinaczce sportowej 2004 – 6. edycja mistrzostw Europy we wspinaczce sportowej, która odbyła się od 21 do 27 czerwca 2004 roku we włoskim Lecco.
Podczas zawodów wspinaczkowych zawodnicy i zawodniczki rywalizowali w 6 konkurencjach.

## Konkurencje
Mężczyźni
- bouldering, prowadzenie i wspinaczka na czas

Kobiety
- bouldering, prowadzenie i wspinaczka na czas

## Uczestnicy
Zawodnicy i zawodniczki podczas zawodów wspinaczkowych w 2004 roku rywalizowali w 6 konkurencjach. Łącznie do mistrzostw Europy zgłoszonych zostało 227 wspinaczy (każdy zawodnik miał prawo startować w każdej konkurencji o ile do niej został zgłoszony i zaakceptowany przez IFCS i organizatora zawodów).
| Lp.   |           | ↓ Uczestnicy – konkurencje → |    | bouldering | prowadzenie | na czas |
| ----- | --------- | ---------------------------- | -- | ---------- | ----------- | ------- |
| 1.    | Mężczyźni | 57                           | 61 | 18         |             |         |
| 2.    | Kobiety   | 35                           | 43 | 13         |             |         |
| Razem | Razem     | Razem                        | 92 | 104        | 31          |         |

### Reprezentacja Polski
- Kobiety:
  - w boulderingu; Renata Piszczek zajęła 6 miejsce, Eliza Kugler była 12, Kinga Ociepka była 24, a Edyta Ropek była 27,
  - w prowadzeniu; Kinga Ociepka zajęła 19 miejsce, a Edyta Ropek była 41,
  - we wspinaczce na czas; Edyta Ropek zajęła 4 miejsce.
- Mężczyźni
  - w boulderingu; Andrzej Mecherzyński-Wiktor zajął 16 miejsce, a Tomasz Oleksy był 24,
  - w prowadzeniu; Filip Babicz i Andrzej Mecherzyński-Wiktor sklasyfikowani zostali na 35-39 miejscu, Konrad Ociepka był 40-44, a Marcin Wszołek zajął 45-46 miejsce,
  - we wspinaczce na czas; Tomasz Oleksy zajął 5 miejsce, a Andrzej Mecherzyński-Wiktor był 16.

## Medaliści
| Konkurencja  | Złoto                                | Srebro                        | Brąz                         |
| ------------ | ------------------------------------ | ----------------------------- | ---------------------------- |
| Mężczyźni    |                                      |                               |                              |
| bouldering   | Francja · Daniel Du Lac              | Wielka Brytania · Andrew Earl | Włochy · Gabriele Moroni     |
| prowadzenie  | Hiszpania · Ramón Julián Puigblanqué | Francja · Alexandre Chabot    | Francja · François Auclair   |
| wsp. na czas | Rosja · Aleksandr Pieszechonow       | Ukraina · Maksym Stienkowy    | Rosja · Aleksandr Chaulskij  |
| Kobiety      |                                      |                               |                              |
| bouldering   | Rosja · Olga Bibik                   | Austria · Anna Stöhr          | Francja · Corinne Théroux    |
| prowadzenie  | Austria · Bettina Schöpf             | Słowenia · Natalija Gros      | Austria · Katharina Saurwein |
| wsp. na czas | Rosja · Anna Stienkowa               | Rosja · Walentyna Jurina      | Rosja · Majia Piratinska     |

## Klasyfikacja medalowa
* Organizator zawodów został zaznaczony tym kolorem.
|                   |                   |                   |   |   |   |    |   |   |   |   |   |   |
| 1                 | Rosja             | 3                 | 1 | 2 | 6 | 1  | 0 | 1 | 2 | 1 | 1 |   |
| 2                 | Francja           | 1                 | 1 | 2 | 4 | 1  | 1 | 1 | 0 | 0 | 1 |   |
| 3                 | Austria           | 1                 | 1 | 1 | 3 | 0  | 0 | 0 | 1 | 1 | 1 |   |
| 4                 | Hiszpania         | 1                 | 0 | 0 | 1 | 1  | 0 | 0 | 0 | 0 | 0 |   |
| 5                 | Słowenia          | 0                 | 1 | 0 | 1 | 0  | 0 | 0 | 0 | 1 | 0 |   |
| 5                 | Ukraina           | 0                 | 1 | 0 | 1 | 0  | 1 | 0 | 0 | 0 | 0 |   |
| 5                 | Wielka Brytania   | 0                 | 1 | 0 | 1 | 0  | 1 | 0 | 0 | 0 | 0 |   |
| 8                 | Włochy            | 0                 | 0 | 1 | 1 | 0  | 0 | 1 | 0 | 0 | 0 |   |
|                   |                   |                   |   |   |   |    |   |   |   |   |   |   |
| Ogółem (8 państw) | Ogółem (8 państw) | Ogółem (8 państw) | 6 | 6 | 6 | 18 | 3 | 3 | 3 | 3 | 3 | 3 |

Źródło: